# Andrea Petković
Andrea Petković (Tuzla, 9. rujna 1987.) njemačka je umirovljena tenisačica podrijetlom iz BiH.

## Životopis
Andrea Petković rođena je u Tuzli, u obitelji srpskog i bošnjačkog podrijetla. Obitelj se preselila u Njemačku prije nego što je Andrea navršila godinu dana. Otac joj je Zoran Petković, bivši tenisač i član jugoslavenske Davis Cup reprezentacije. Petković je bio trener u teniskom klubu u Darmstadtu te je Andreu već sa šest godina uveo u svijet tenisa.
Andrea je najveći iskorak u karijeri napravila 2011. godine, došavši do četvrtfinala Australian Opena, Roland Garrosa i US Opena. Također je osvojila jaki WTA turnir u Strasbourgu, pobijedivši u finalu domaću tenisačicu Marion Bartoli.
Trener joj je Petar Popović.

## Stil igre
Petković igra desnom rukom i ima vrlo jak i precizan dvoručni backhand.

## Osvojeni turniri

### Pojedinačno (2 WTA)
| Br. | Datum             | Turnir      | Suparnica u finalu | Rezultat           |
| 1.  | 26. lipnja 2009.  | Bad Gastein | Ioana Raluca Olaru | 6:2, 6:3           |
| 2.  | 21. svibnja 2011. | Strasbourg  | Marion Bartoli     | 6:4, 1:0 (predaja) |

## Grand Slam rezultati
| Grand Slam      | 2007. | 2008. | 2009. | 2010. | 2011. | 2012. |
| --------------- | ----- | ----- | ----- | ----- | ----- | ----- |
| Australian Open | -     | 1k    | 2k    | 2k    | 1/4F  | -     |
| Roland Garros   | 2k    | -     | -     | 2k    | 1/4F  | -     |
| Wimbledon       | -     | -     | -     | 1k    | 3k    | -     |
| US Open         | 2k    | -     | 1k    | 4k    | 1/4F  | 1k    |

## Ranking na kraju sezone
| 2004. | 2005. | 2006. | 2007. | 2008. | 2009. | 2010. | 2011. | 2012. |
| ----- | ----- | ----- | ----- | ----- | ----- | ----- | ----- | ----- |
| 416.  | 338.  | 238.  | 100.  | 315.  | 56.   | 32.   | 10.   | 143.  |

## Vanjske poveznice
- Službena stranica (njem.)(engl.)
- Profil na stranici WTA Toura (engl.)
- Petkorazzi - video blog Andree Petković